# Wesley (ur. 1999)
Wesley Ribeiro Silva (ur. 30 marca 1999 w Salvadorze) – brazylijski piłkarz występujący na pozycji skrzydłowego lub cofniętego napastnika, od 2024 roku zawodnik Internacionalu.